# Kapellenbach (Weismain)
Der Kapellenbach ist ein 6,12 Kilometer langer, linker Nebenfluss der Weismain, die wiederum bei Altenkunstadt in Oberfranken in den Main mündet.

## Geographie

### Verlauf und Beschreibung
Der Kapellenbach entspringt einer kleinen Quelle unmittelbar nördlich von Isling. Im Oberlauf wird der Bach auch als Islinger Bach bezeichnet. Er fließt zunächst in nordöstlicher Richtung ab, wird durch den Wirts- und Weidmarsbach, sowie dem Steinbrunnengraben gespeist und fließt nördlich von Burkheim vorbei. Dort mündet der Tauschendorfer Bach ein, etwas stromabwärts auch der Buchgraben. Der Kapellenbach ändert in diesem Bereich langsam seine Fließrichtung gen Osten. Nach Pfaffendorf mündet mit dem Rothentalbach nördlich von Kapelle der letzte der insgesamt sechs Nebenflüsse in den Kapellenbach. Nach 6,12 Kilometern Fließlänge mündet der Kapellenbach in Röhrig in die Weismain. Der Unterlauf des Baches verläuft ab der Weißmainer Straße in einem künstlichen Bachbett, dass Mitte der 2000er angelegt wurde.

### Nebenflüsse
In den Kapellenbach münden die folgenden sechs Nebenflüsse:
- Wirtsbach (rechts)
- Weidmarsbach (rechts)
- Steinbrunnengraben (links)
- Tauschendorfer Bach (rechts)
- Buchgraben (links)
- Rothentalbach (rechts)

## Fauna
Im Kapellenbach leben Schneider und Elritze. Lachsfische wie zum Beispiel Saiblinge oder Forellen fehlen, da sie, zum Schutz von Schneider und Elritze nicht in das Gewässer eingesetzt werden dürfen.